# أنطونيو بيدرو
أنطونيو بيدرو (بالبرتغالية: António Pedro‏) هو رسام وكاتب برتغالي، ولد في 9 ديسمبر 1909 في برايا في الرأس الأخضر، وتوفي في 17 أغسطس 1966.